# Irlandese medio
Il medio irlandese (in irlandese An Mheán-Ghaeilge) è una lingua goidelica che fu parlata in Irlanda, gran parte della Scozia e nell'Isola di Man nel periodo dal 900 al 1200 d.C. È dunque contemporanea alla fase tarda dell'antico inglese e alla prima fase del medio inglese. Le lingue goideliche moderne, ossia irlandese, scozzese e mannese, discendono tutte dal medio irlandese. 
Il Lebor Bretnach, detto anche "Nennio irlandese", è giunto a noi solo attraverso manoscritti conservati in Irlanda; tuttavia, Thomas Owen Clancy ritiene che fu scritto in Scozia, al monastero di Abernethy.

## Grammatica
Il medio irlandese è una lingua flessiva, VSO e nominativo-accusativa.
I nomi sono declinati secondo due generi: maschile e femminile, anche se permangono vestigia del neutro; secondo tre numeri: singolare, duale e plurale; e cinque casi: nominativo, accusativo, genitivo, preposizionale e vocativo. Gli aggettivi si accordano col nome in caso, genere e numero.
I verbi sono coniugati in tre tempi: passato, presente e futuro; quattro modi: indicativo, congiuntivo, condizionale e imperativo; forme indipendenti e dipendenti. Sono inoltre coniugati per tre persone e per una forma impersonale priva di agente. Sono presenti una serie di particelle per marcare la polarità, le frasi interrogative, il congiuntivo, le proposizioni relative ecc.
Le preposizioni sono flesse per persona e numero. Diverse preposizioni possono reggere casi diversi a seconda della semantica desiderata.

## Estratto
Di seguito sono riportati dei versi in irlandese medio che parlano di Eógan Bél, re di Connacht.
Dún Eogain Bél forsind loch forsrala ilar tréntroch,
ní mair Eogan forsind múr ocus maraid in sendún.
Maraid inad a thige irraibe ’na chrólige,
ní mair in rígan re cair nobíd ina chomlepaid.
Cairptech in rí robúi and, innsaigthech oirgnech Érenn,
ní dechaid coll cána ar goil, rocroch tríchait im óenboin.
Roloisc Life co ba shecht, rooirg Mumain tríchait fecht,
nír dál do Leith Núadat nair co nár dámair immarbáig.
Doluid fecht im-Mumain móir do chuinchid argait is óir,
d’iaraid sét ocus móine do gabail gíall [n]dagdóine.
Trían a shlúaig dar Lúachair síar co Cnoc mBrénainn isin slíab,
a trían aile úad fo dess co Carn Húi Néit na n-éces.
Sé fodéin oc Druimm Abrat co trían a shlúaig, nísdermat,
oc loscud Muman maisse, ba subach don degaisse.
Atchím a chomarba ind ríg a mét dorigne d’anfhír,
nenaid ocus tromm ’malle, conid é fonn a dúine.

Dún Eogain.